# コロネーション湾

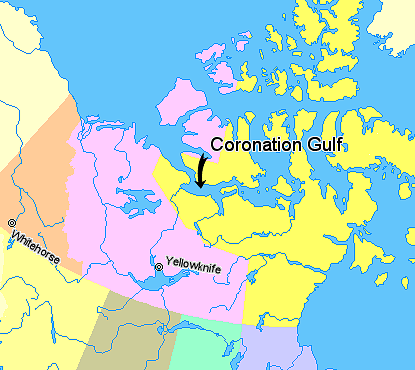
コロネーション湾の位置

コロネーション湾（コロネーションわん、英: Coronation Gulf）はカナダのヌナブト準州の本土とヴィクトリア島とを隔てる湾。北西側はドルフィンアンドユニオン海峡で北極海につながっている。北東側はディーズ海峡でクイーン・モード湾につながる。南東にはバサースト湾がある。
湾内にはデュークオブヨーク諸島がある。レイ川、リチャードソン川、コパーマイン川、ツリー川が注いでいる。